# رافائل اسونا
 رافائل اسونا (انگلیسی: Rafael Osuna؛ زاده ۱۵ سپتامبر ۱۹۳۸ درگذشته ۴ ژوئن ۱۹۶۹) یک تنیس‌باز اهل مکزیک بود. 